# Algarve
Algarve este regiunea cea mai sudică din Portugalia. Ea ocupă o suprafață de  4.960 km², având  400.000 loc. Algarve este numită oficial „Região do Algarve” fiind una din cele 7 regiuni administrative al Portugaliei (Alentejo, Algarve, Azore, Região Centro, Região de Lisboa, Madeira, Região Norte). 
Capitala regiunii este orașul Faro care este în același timp capitala districtului Faro. In Fario se afla singurul aeroport international din regiune (FAO) si Universitatea Algarve.
Regiunea Algarve este a treia cea mai bogata regiune din portugalia (dupa Lisabona si Madeira), avand un PIB / cap locuitor de 86% din media Uniunii Europene.

## Orașele cele mai populate
- Faro	40.355
- Portimão	49 881
- Olhão	28.019
- Loulé	21.009
- Lagos	17.355
- Quarteira	16.131
- Albufeira	15.721
- Tavira	13.112
- Silves	10.851
- Vila Real de Santo António	10.523
- São Brás de Alportel	10.022

## Districte
- Albufeira
- Alcoutim
- Aljezur
- Castro Marim
- Faro
- Lagoa
- Lagos
- Loulé
- Monchique
- Olhão
- Portimão
- São Brás de Alportel
- Silves
- Tavira
- Vila do Bispo
- Vila Real de Santo António